# 山内舜雄
山内 舜雄（やまうち しゅんゆう、1920年-）は日本の仏教学者。駒澤大学名誉教授。

## 略歴
1920年、栃木県に生まれる。1942年に駒澤大学文学部仏教学科を卒業する。1969年に『禅思想史より見たる天台止観の研究』により文学博士（駒澤大学）を取得する。  

## 著書
- 『道元禅と天台本覚法門』（大蔵出版、1985）
- 『禅と天台止観 座禅儀と『天台小止観』との比較研究』（大蔵出版、1986）
- 『限界状況における 日本人の死生観』（大蔵出版、1991）
- 『曹洞宗における在家宗学の提唱』（大蔵出版、1998）
- 『正法眼蔵聞書抄の研究 第1～第7』（大蔵出版、1998）
- 『道元禅師における仏性の問題』（慶友社、2007）
- 『道元禅師における修証の問題』（慶友社、2008）
- 『続 道元禅の近代化過程―忽滑谷快天の禅学とその思想』（慶友社、2009）
- 『続 道元禅師における仏性の問題』（慶友社、2009）
- 『道元禅の近代化過程』（山喜房仏書林、2012）
- 『橋田邦彦著『正法眼蔵釋意』―その世界・解説と評論』（山喜房仏書林、2012）
- 『駒沢に竹波打ちて―戦中から戦後へのあゆみ』（山喜房仏書林、2012）

## 参考
- 『続 道元禅の近代化過程―忽滑谷快天の禅学とその思想』